# Теуре
Теуре (рум. Tăure) — село у повіті Бистриця-Несеуд в Румунії. Входить до складу комуни Німіджа.
Село розташоване на відстані 337 км на північний захід від Бухареста, 15 км на північний захід від Бистриці, 72 км на північний схід від Клуж-Напоки.

## Населення
За даними перепису населення 2002 року у селі проживали 509 осіб, з них 507 осіб (99,6%) румунів. Рідною мовою 507 осіб (99,6%) назвали румунську.